# Terminillo
El Terminillo es un macizo en los montes Reatinos, parte de los Apeninos abrucenses en la Italia central. Se encuentra a unos 20 km desde Rieti y 100 km desde Roma y tiene una altitud máxima de 2.217 m s. n. m.
Es un típico macizo de los Apeninos, tanto por su morfología, articulada, pero no excesivamente aguda, como por la flora y fauna que en él se encuentra. Sus laderas están separadas por los macizo vecinos, más pequeños, por hondos valles, incluyendo el Valle Leonina, que lleva a Leonessa, y los valles de Ravara y Capo Scura que llevan al del río Velino. En los lados opuestos están el Valle dell'Inferno ("Valle del Infierno") y Valle degli Angeli ("Valle de los Ángeles") que llevan a la llanura de Rieti y los montes de Cantalice.
El Terminillo es una estación de esquí en activo.